# Kiyonao Ichiki
Kiyonao Ichiki (一木 清直, Ichiki Kiyonao, 16 octobre 1892 – 21 août 1942) est un officier de l'Armée impériale japonaise au cours de la Seconde Guerre mondiale.

## Biographie

### Premières années
Né dans la préfecture de Shizuoka, Kiyonao Ichiki est diplômé de la 28e promotion de l'Académie militaire de l'armée impériale japonaise en 1916. Il a ensuite servi au cours de deux affectations comme instructeur à l'école d'infanterie de l'armée impériale à Chiba.

### Guerre sino-japonaise
Promu commandant en 1934, Ichiki a été affecté à l'armée japonaise de garnison de Chine en tant que commandant de bataillon du 1er régiment d'infanterie en 1936. Le 7 juillet 1937, les Japonais organisèrent un exercice de nuit avec tirs de munitions à blanc autour du pont Marco Polo, mais sans avoir préalablement averti l'armée chinoise. Les Chinois, pensant qu'une attaque était en cours, tirèrent quelques obus d'artillerie sans effet [réf. nécessaire]. Un soldat japonais manquant à l'appel, son commandant de bataillon, Kiyonao Ichiki, pensait que les Chinois l'avaient capturé. En dépit des accords auxquels étaient parvenues les autorités militaires chinoises et japonaises, pour convenir de rechercher le soldat manquant dans la ville, le bataillon d'Ichiki lança une attaque immédiate sur Wanping, précipitant la première véritable bataille de la deuxième guerre sino-japonaise,. 
Rappelé au Japon peu de temps après l'incident, Ichiki servit comme instructeur à l'école de formation aux équipements militaires spécialisés à partir de 1938 jusqu'en 1940.

### Guerre du Pacifique
Au début de la guerre du Pacifique en 1941, Ichiki fut promu au grade de colonel et placé à la tête du 28e régiment d'infanterie, de la 7e division, composée de 3 000 hommes et affecté à l'attaque et à l'occupation de l'île de Midway. La défaite des forces navales japonaises lors de la bataille de Midway en juin 1942 a provoqué l'annulation de l'opération. En août 1942, Ichiki et son régiment ont été transférés à la 17e armée de l'Armée impériale japonaise sur le front sud et basés à Truk dans les îles Carolines. Après que les forces alliées eurent débarqué à Guadalcanal dans les îles Salomon, dans le cadre de la campagne alliée de Guadalcanal, Ichiki reçut pour mission de prendre une partie de son régiment (2e bataillon du 28e régiment d'infanterie, l'artillerie et des ingénieurs ; surnommé le « Détachement Ichiki ») pour reprendre l'aérodrome de Lunga Point et rejeter les forces alliées de l'île.
Le 19 août, six destroyers japonais transportèrent Ichiki et ses 916 soldats de Truk pour les débarquer à Taivu Point sur Guadalcanal. Ichiki, qui avait pourtant reçu l'ordre d'attendre le reste de son régiment sur la tête de pont, trouvant la plage déserte et l'île apparemment légèrement défendue, sous-estima grossièrement les forces américaines et, laissant une arrière-garde de 125 hommes, progressa et lança un assaut frontal de nuit contre les positions américaines. Alors qu'Ichiki n'avait pas connaissance de l'état des forces, les Marines américains étaient, quant à eux, renseignés sur le débarquement et s'étaient retranchés dans des positions défensives. Au cours de la bataille de Tenaru du 21 août 1942, Ichiki fut battu subissant de très lourdes pertes.
Les récits diffèrent quant à la façon dont Ichiki est mort. L'un d'entre eux au moins affirme qu'Ichiki a été tué au combat dans le feu de l'action, mais d'autres affirment qu'il a commis seppuku (suicide) en raison de l'humiliation de sa défaite. Malgré l'échec de son attaque, il fut promu à titre posthume au grade de général de brigade.